# Al-Anbiya
Al-Anbiya (arabe : سُورَةُ ٱلْأَنْبِيَاءِ, français : Les Prophètes) est le nom traditionnellement donné à la 21e sourate du Coran, le livre sacré de l'islam. Elle comporte 112 versets. Rédigée en arabe comme l'ensemble de l'œuvre religieuse, elle fut proclamée, selon la tradition musulmane, durant la période mecquoise.

## Origine du nom
Bien que le titre ne fasse pas directement partie du texte coranique, la tradition musulmane a donné comme nom à cette sourate Les Prophètes du fait qu'elle parle de plusieurs prophètes de l'islam, dont Loth, Noé, David, Salomon, Job, Idris, Dhul Kifl et Jonas (versets 74 à 93). Néanmoins, ce terme n’apparaît pas dans le corps du texte.

## Historique
Il n'existe à ce jour pas de sources ou documents historiques permettant de s'assurer de l'ordre chronologique des sourates du Coran. Néanmoins selon une chronologie musulmane attribuée à Ǧaʿfar al-Ṣādiq (VIIIe siècle) et largement diffusée en 1924 sous l’autorité d’al-Azhar,, cette sourate occupe la 73e place. Elle aurait été proclamée pendant la période mecquoise, c'est-à-dire schématiquement durant la première partie de l'histoire de Mahomet avant de quitter La Mecque. Contestée dès le XIXe par des recherches universitaires, cette chronologie a été revue par Nöldeke,, pour qui cette sourate est la 65e.
La genèse de cette sourate est située par les spécialistes dans le cadre de la prédication de Mahomet. Dans sa forme finale, elle est l'amalgame de plusieurs textes de périodes différentes ayant fait l'objet d'un travail rédactionnel, en particulier des additions et des révisions. Parmi les additions, il est possible, selon Bell, de citer les versets 3-5, 10, 37... et parmi les révisions, les versets 19-25, 31-33... Enfin, Bell comme Blachère considèrent qu'elle a subi des modifications postérieures à la première composition.
Cette sourate peut être divisée en trois parties, autour de la section narrative centrale (v.48-95). Elle est entourée de deux parties polémiques.

## Interprétations

### V.105-112: une citation de l'Ancien Testament
Cette section évoque les révélations antérieures au Coran, selon une tonalité polémique.
Le verset 105 est le seul exemple de citation verbatim de l'Ancien Testament. Le Coran dit « en vérité, les serviteurs justes hériteront de la terre » et le Ps 37, 29 : « les justes posséderont la terre, là ils habiteront pour toujours ». En effet, se pose pour les islamologues, la question de l'existence de traduction en arabe de la Bible avant l'islam. Pour Gilliot, mis à part ce verset, les références aux récits vétérotestamentaires semblent plutôt haggadiques et les récits néotestamentaires plus proches des apocryphes.
Le terme Zabur, couramment traduit par « psaume », serait pour Hirschfled un emprunt à l'hébreu tandis que Jeffery défend un emprunt au syriaque.

Texte de la sourate (Coran datant de 1874)
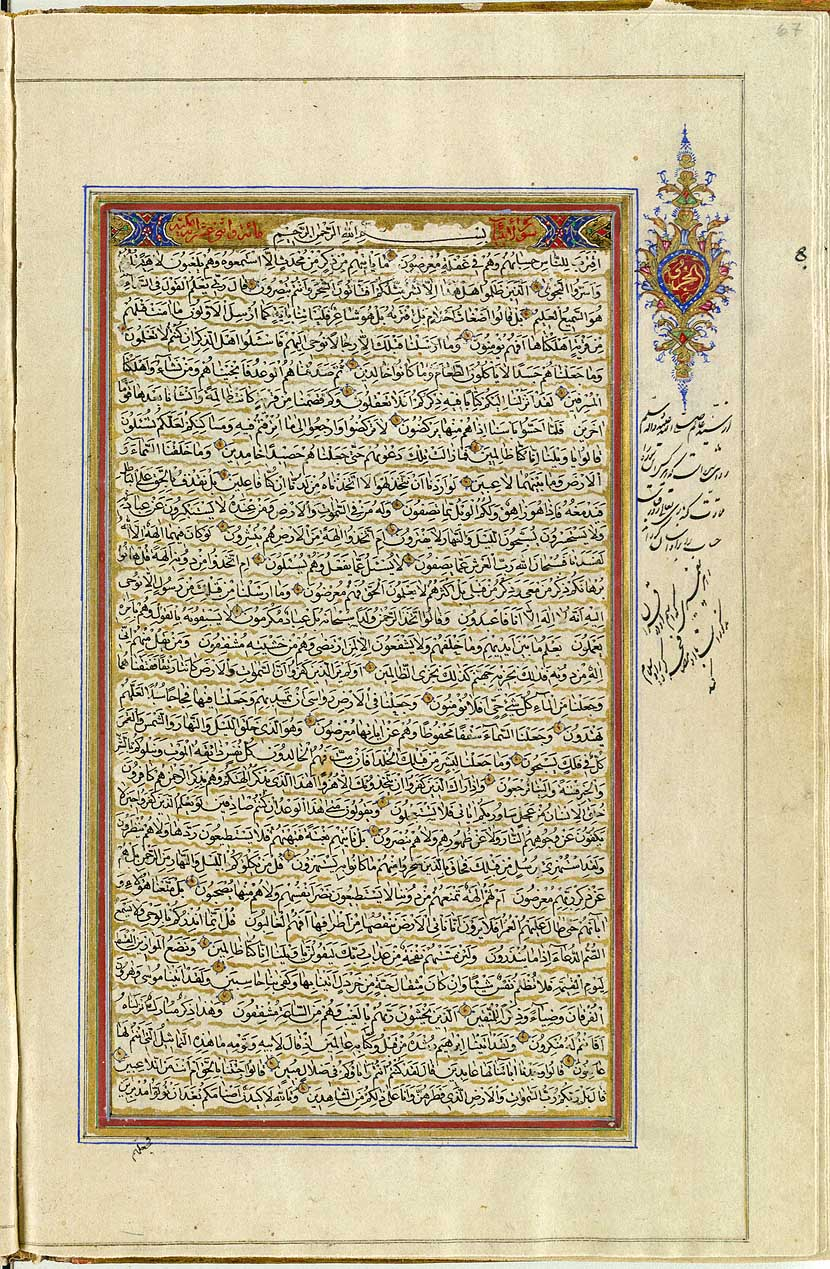
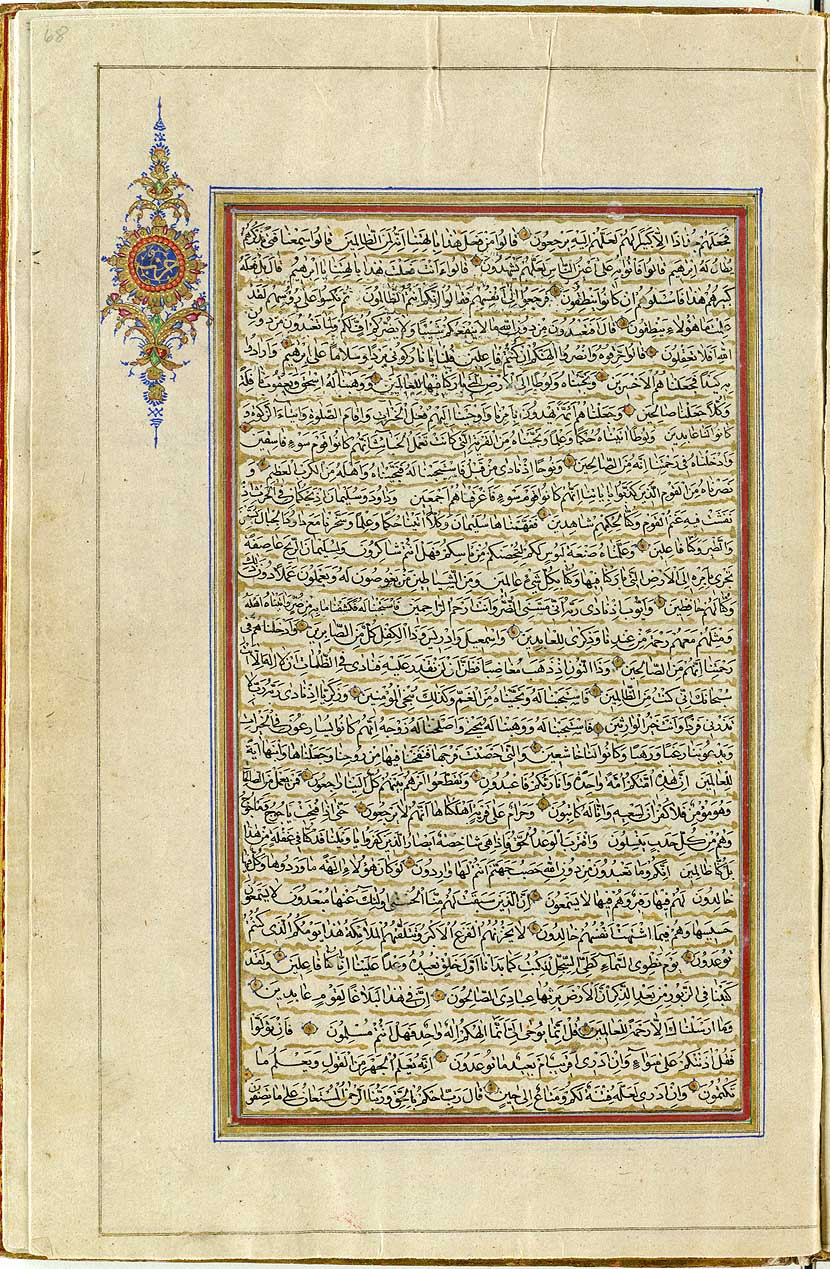